# Асан Рефатов
Аса́н Рефа́тов (крим. Asan Refatov; 1902, Бахчисарай — 1938) — кримськотатарський композитор, музикант, поет.

## Життєвий шлях
Асан Рефатов обдарована людина, талановитий композитор, музикант народився у 1902 році в Бахчисараї в родині народного музиканта-сазіста Мамута Рефатова. З раннього дитинства він уважно спостерігає за грою батька й інших музикантів-виконавців, що приходили до них у гості. Він самостійно навчається грати практично на всіх струнних інструментах і піаніно, будучи юнаком він організовує оркестр, виконувач національних кримськотатарських мелодій.
У будинку Рефатова, зчаста збиралися відомі та авторитетні жителі міста та округи, представники кримськотатарської інтелігенції.  На тутешніх імпровізованих вечорницях гості грають на різних інструментах, виконують народні пісні і фрагменти музичних легенд. На одному з таких вечорів Осман Акчокракли пропонує Асану написати оперу за мотивами народного епосу, така ідея надихнула юнака до самостійного вивчення теорії національної музики її особливості, а згодом, в 1923 році була створена перша кримськотатарська опера — «Чора Батир».
З 1922 року Асан Рефатов викладає музику в Тотайкойскому педагогічному технікумі. За підтримки В. Ханбекової він організовує духовий оркестр, у цей же період займається створенням інших музичних творів — «Тотайкойский марш», «Марш джигітів» (на слова Чобан-заде), «К'иш кунюнде тілегім» («Бажання в зимовий вечір» на слова Шевко Бекторе), «Яш бульбульчік» («Молодий соловей» на слова Умера Іпчі) та музичні постановки до спектаклів «Лейла і Меджнун», «Таїр і Зуре», «Бахчисарайський фонтан».
У 1928 році в Москві і в 1931 році в Сімферополі була видана підготовлена Рефатовим збірка кримськотатарських народних пісень. В 1936 році на Всесоюзному радіофестивалі виконуються твори Асана Рефатова і Яя Шерфедінова. У тому ж році в Москві виходить записана на грамплатівці драма «Той дів ете» , а в 1930 році Асан закінчує теоретико-композиторський факультет Бакинської консерваторії, іде працювати диригентом Бакинської філармонії, а згодом стає проректором консерваторії. Асан Рефатов був учителем видатного радянського композитора Кара Караєва. 
В 1935 році Асан Рефатов повертається на батьківщину, а уже взимку 1937 року після чергової репетиції музичної п'єси «Арзи к'їз» Рефатов був заарештований. Є дві версії смерті Асана Рефатова: за однією, офіційною, — він розстріляний в 1938 році, за іншою, за свідченням очевидця, — він етапований в Анадирській табір на Чукотці, де продовжував писати вірші і музику, виконував народні та складені ним пісні. 

## Творчість
- «Чора Батир» — опера
- Тотайкойский марш», «Марш джигітів» (на слова Чобан-заде), «К'иш кунюнде тілегім» («Бажання в зимовий вечір» на слова Шевко Бекторе), «Яш бульбульчік» («Молодий соловей» на слова Умера Іпчі) — музичні композиції
- «Лейла і Меджнун», «Таїр і Зуре», «Бахчисарайський фонтан» — музичні постановки спектаклів
- «Той дів ете» («Весілля продовжується» — 1936 року) — музична драма на платівці.
- «Арзи к'їз» («Дівчина Арзи») — музична п'єса